# Babice (Řehenice)
Babice (německy Babitz) je vesnice, část obce Řehenice v okrese Benešov. Nachází se 2 km na severozápad od Řehenic. Prochází zde silnice II/603. Babice leží v katastrálním území Babice u Řehenic o rozloze 4,15 km². Ve stejném katastrálním leží i Vavřetice.

## Historie
První písemná zmínka o vesnici pochází z roku 1380.

## Obyvatelstvo
| Rok            | 1869 | 1880 | 1890 | 1900 | 1910 | 1921 | 1930 | 1950 | 1961 | 1970 | 1980 | 1991 | 2001 | 2011 | 2021 |
| -------------- | ---- | ---- | ---- | ---- | ---- | ---- | ---- | ---- | ---- | ---- | ---- | ---- | ---- | ---- | ---- |
| Počet obyvatel | 210  | 194  | 176  | 208  | 191  | 196  | 174  | 122  | 104  | 92   | 97   | 96   | 99   | 178  | 244  |
| Počet domů     | 25   | 26   | 25   | 26   | 27   | 27   | 27   | 34   | 34   | 30   | 30   | 32   | 43   | 68   | 68   |

## Pamětihodnosti
- Tvrz Božešice

## Další fotografie

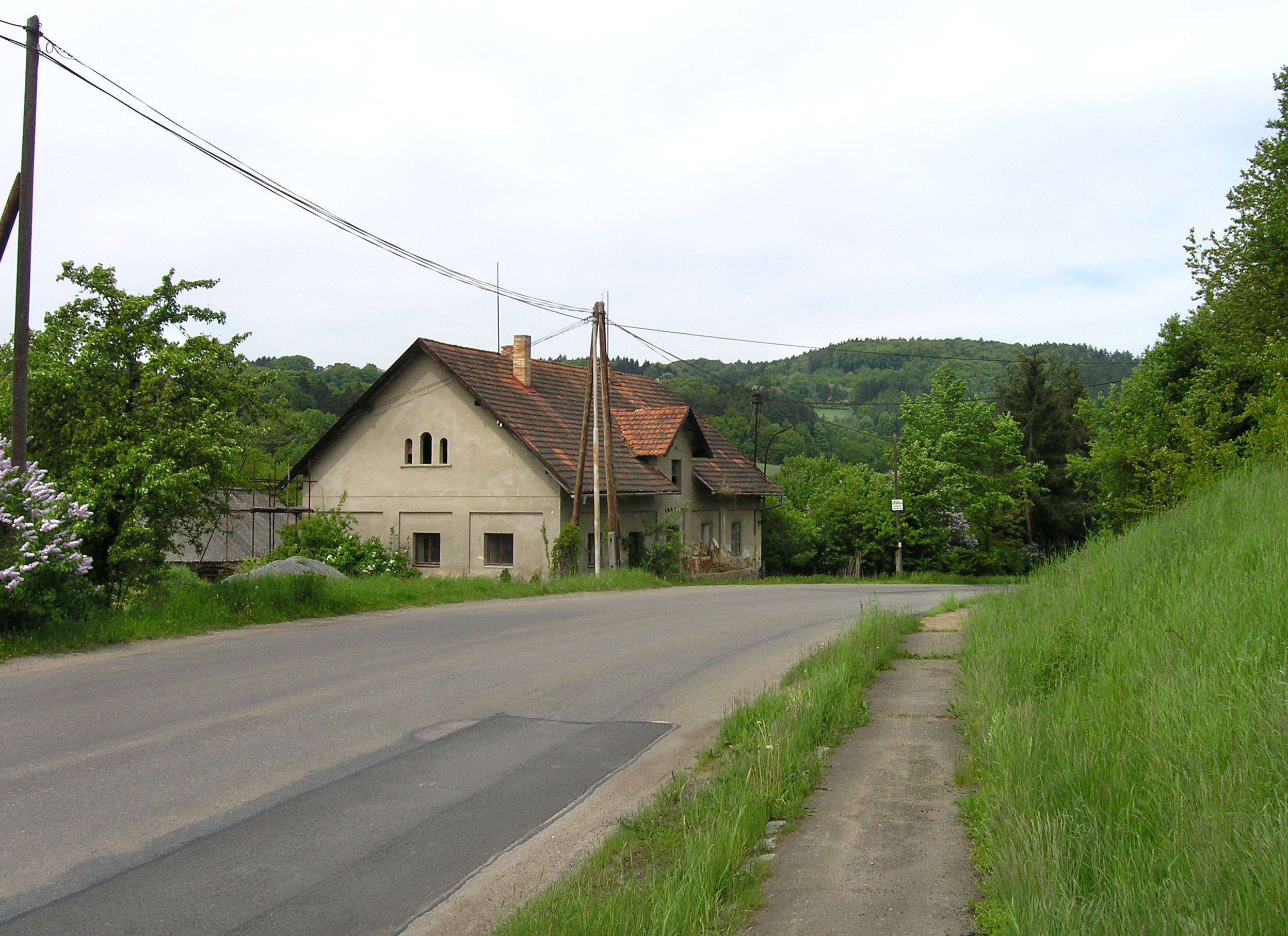
Příjezd od jihu
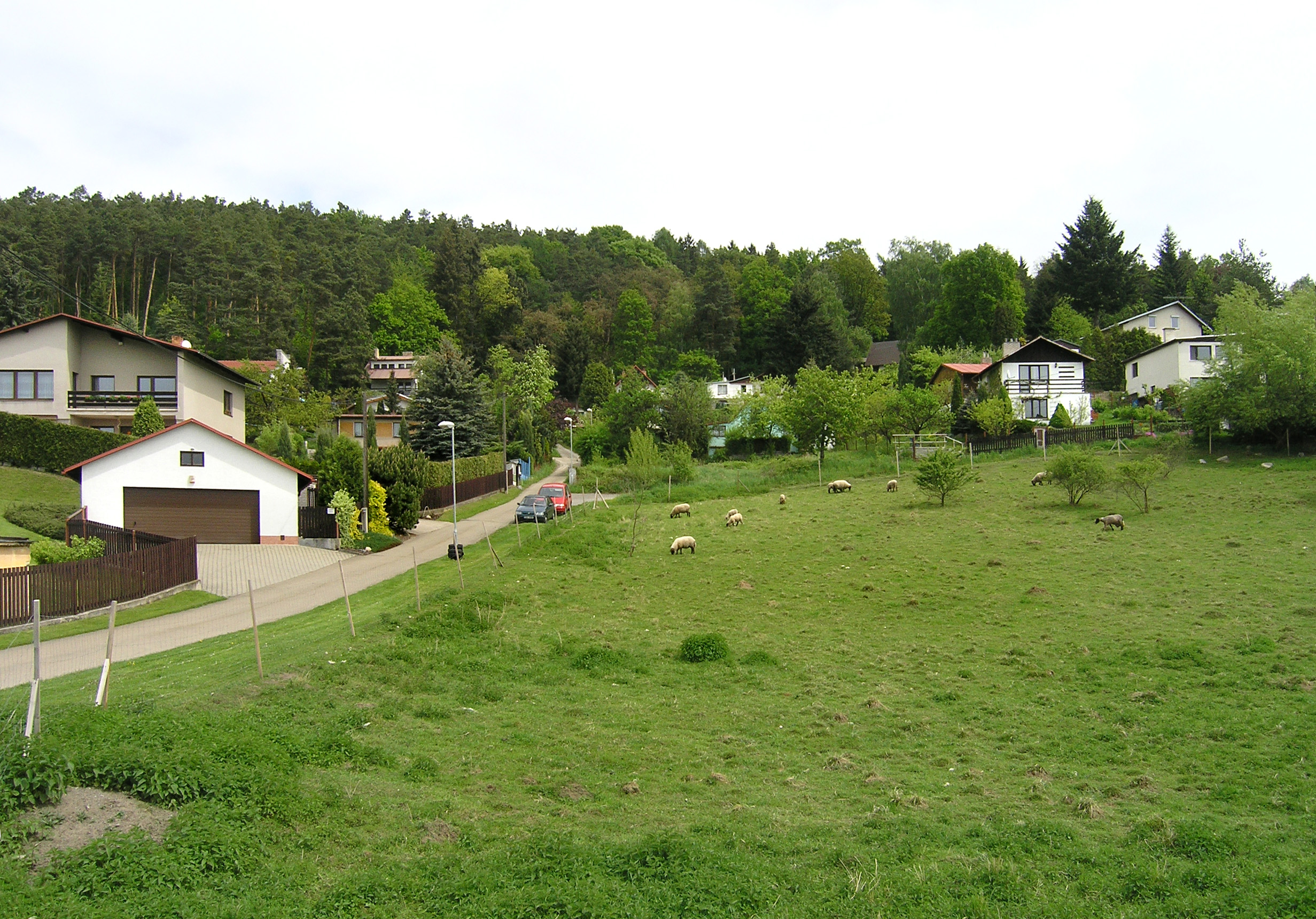
Východní část vesnice
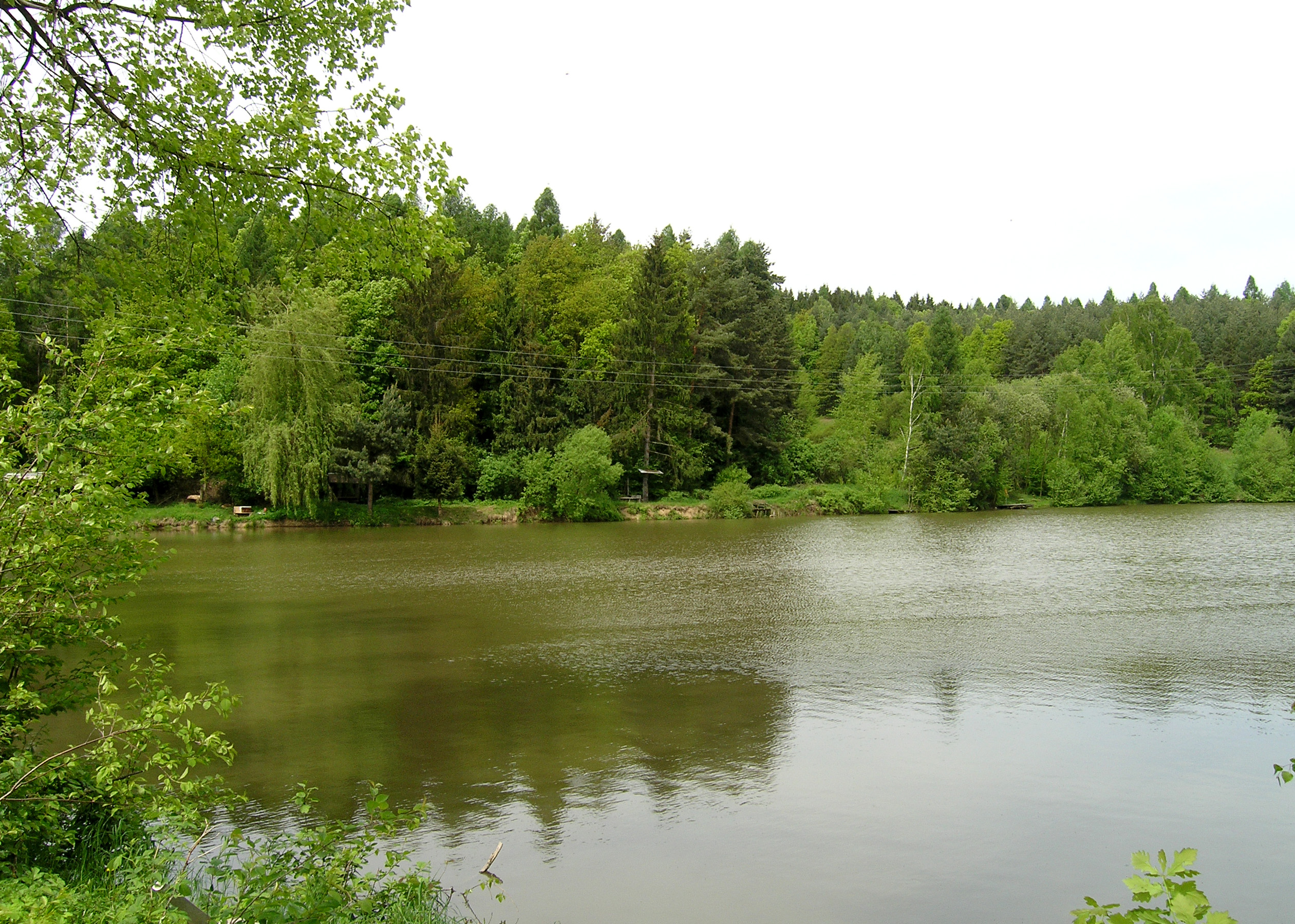
Rybník na severu vesnice